# Río Gallegos Chico
Río Gallegos Chico är ett vattendrag   i Argentina, på gränsen till Chile. Det är beläget i provinsen Santa Cruz i den södra delen av landet, 2 200 km sydväst om huvudstaden Buenos Aires och mynnar ut i Rio Gallegos. 
Omgivningen kring Río Gallegos Chico består huvudsakligen av gräsmarker och är mycket glesbefolkad, med 3 invånare per kvadratkilometer.